# Tavastehus konstmuseum
Tavastehus konstmuseum (finska: Hämeenlinnan taidemuseo) är ett finländskt konstmuseum som ligger i staden Tavastehus i Egentliga Tavastlands landskap vid sjön Vånå. Konstmuseet invigdes 22 maj 1952 och fungerade mellan 1983 och 2020 som ett regionskonstmuseum. Från och med den nya museilagen blev Tavastehus konstmuseum ett regionalt ansvarsmuseum.
Besökare kan använda Museikortet för att komma in på museet.

## Grundandet
Viborgs konstmuseums sista chef Rurik Lindquist och konstnären Taisto Ahtola hade båda en central roll i grundandet av Tavastehus konstmuseum. År 1939 hade konstverk evakuerades från Viborgs konstmuseum och Tavastehus hade föreslagits som ny plats för museets värdefulla samlingar.

## Samlingar

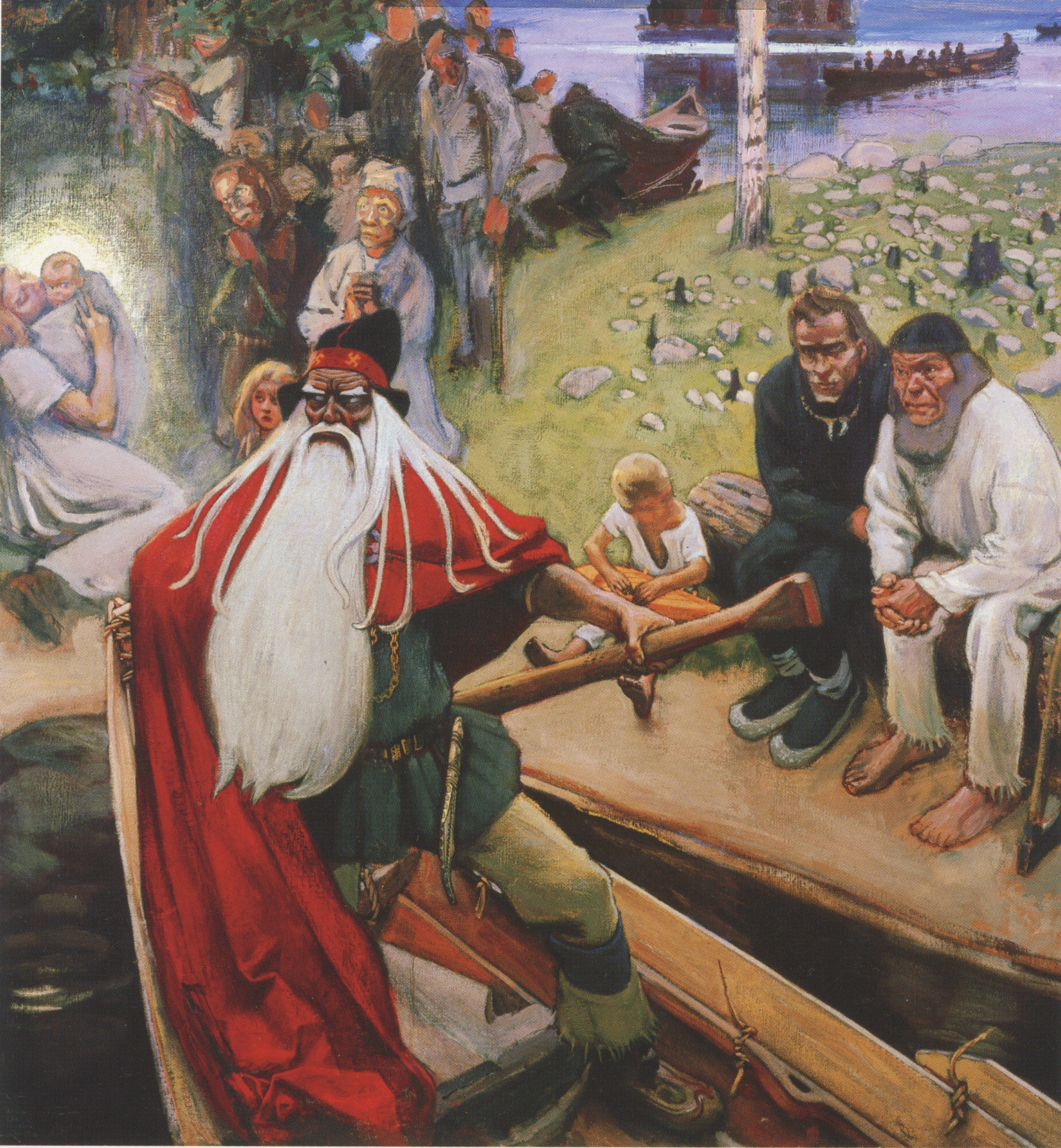
Väinämöinens avfärd. Målning av Akseli Gallen-Kallela.

Tavastehus konstmuseum grundades med konstverk från Viborgs konstmuseum, som evakuerades först till Peuras museum i Rautalampi under andra världskriget. Inrikesministeriet beslutade efter kriget att fördela Viborgs museums konstverk mellan Lahtis och Tavastehus, vilket blev grunden för två nya museer. Från ett fåtal konstverk i början har museet växt och har nu över 5 000 verk i sina samlingar. Museet har också aktivt utökat sina samlingar genom egna inköp, men betydande bidrag till samlingarna har kommit i form av donationer.
Förutom konstsamlingarna från Viborgs museum har Tavastehus konstmuseum fått verk från Ester Helenius, änkan efter Mikko Hovi, Maija Isola samt Ludvig och Aija Wennervirta. Även samlingen från Henna Niemistö, statsvetenskapsmannen som grundade Ars Fennica-priset, och juristen Pertti Niemistö finns i Tavastehus, liksom Vexi Salmis samling.

## Byggnader
Tavastehus konstmuseum har fem olika byggnader nära varandra. År 1992 revs en byggnad som representerade funktionalismen. Byggnaden, som hade byggts i början av 1950-talet, var i dåligt skick och innan rivningen var idén att affärsutrymmen i byggnaden skulle finansiera konstmuseets verksamhet.

### Kronomagasinet
Det gamla kronomagasinet i timmer byggdes på 1820-talet för Finska skarpskyttebataljons lager. Efter Tavastehus brand år 1831 utarbetade Carl Ludvig Engel en ny rutnätsplan för staden, och på kejsarens befallning byggdes kronomagasin längs stranden av Vånå. Den första byggnaden flyttades på platsen Parolannummi år 1831. Magasinet användes av Försvarsmakten fram till år 1949.
I samband med museets konstruktion byggdes en bostad för konstmuseets vaktmästare i byggnadens västra ände, och den tjänade i detta syfte fram till 1980-talet. Idag används den oisolerade bostaden främst som ett förvaringsutrymme. Det har funnits utställningar i utrymmet endast på somrarna sedan år 2001.

### Engels magasin
Det är mycket troligt att statsarkitekten Carl Ludvig Engel själv har ritat det magasin som är uppkallat efter honom. Magasinets ritningar färdigställdes år 1837, men man antar att även arkitekten A. F. Granstedt har varit med i planeringen av byggnaden. 
Engels magasin färdigställdes rätt snabbt och invigdes redan 1838. Byggnaden användes som statens spannmålsmagasin i nästan 100 år. Mellan 1925 och 1949 fungerade byggnaden som Försvarsmaktens ledarfabrik. Byggnaden renoverades till en museibyggnad mellan 1951 och 1952. Engels magasin representerar empirstilen.

### Lohrmanns magasin
Det yngsta och nyaste av statens sädesmagasin färdigställdes på området år 1852. Byggnaden ritades av C. L. Engels efterträdare, statsarkitekten Ernst Lohrmann. Denna tegelbyggnad är betydligt enklare och mer vardaglig än huvudbyggnaden. Byggnaden har två våningar och användes som sädesmagasin, och som ett övrigt lager, fram till år 1949 när Tavastehus stads köpte byggnaden. Efter köpet fungerade magasinet som ett kallt lagerutrymme för både konstmuseet och Tavastehus stadsmuseum fram till år 1995.
Henna och Pertti Niemistö, kända som mottagare av Ars Fennica-priset, tog på 1990-talet beslutet att placera sin egen konstsamling av samtidskonst i sin gamla hemstad i Tavastehus. Efter beslutet påbörjades ombyggnads- och restaureringsarbeten för det nyaste magasinet. Arkitektkontorets mål var att bevara dialogen mellan två eller till och med tre olika magasinbyggnader med olika karaktär och stil.

### Villan Pinella
Konstmuseets kontorsutrymmen har sedan 1984 varit belägna i den närliggande Pinella-villan. Trävillan i snickarstil byggdes år 1906 som bostad för förvaltaren av Klädesfabriken. Byggnaden är hög och har flera våningar, vilket gör den till ett exceptionellt exempel på träkonstruktion i en stad av Tavastehus storlek. Villans namn härstammar från Pinella-parken som låg mellan museet, villan och stranden av Vånå, och som lät byggas av landshövding Rehbinder kring mitten av 1800-talet.

### Klädesfabriken
År 1997 utvidgade konstmuseet återigen sitt område. En del av den före detta klädesfabriken, som låg precis bakom Lohrmanns magasin, överläts till konstmuseet.
Då byggdes tekniska arbetsutrymmen, lager och lastningsområden in i fastigheten. Dessa utrymmen anslöts till Lohrmanns magasin genom korta glasgångar och en hiss.